# راه بی‌زمان ساختن
راه بی‌زمان ساختن (به انگلیسی: The Timeless Way of Building) کتابی اثر کریستوفر الکساندر است که تئوری جدیدی در معماری (و به‌طور کلی طراحی) ارائه می‌دهد که به درک و پیکربندی الگوهای طراحی متکی است. الکساندر این کتاب را در ۱۹۷۹ نوشت. اگرچه این کتاب دیرتر چاپ شد، اما در اصل مقدمه‌ای بر دو کتاب دیگر او، « «زبان الگو» و «تجربهٔ اورگان» است که زمینهٔ فلسفی را برای مجموعهٔ ساختارهای محیطی فراهم می‌کند.
این کتاب تأثیر بسیار زیادی در تفکر خلاق، به ویژه در زمینه‌های معماری و طراحی نرم‌افزار داشته‌است.

## خلاصه
الکساندر در این کتاب، مفهوم «کیفیت بی‌نام» را معرفی می‌کند و استدلال می‌کند که ما باید به دنبال گنجاندن این کیفیت بی‌نام در ساختمان‌های خود باشیم. الکساندر تلاش می‌کند این ایده را با تعریف مفاهیم پیرامونی آن که هر کدام بخشی از مفهوم کیفیت بی‌نام را منعکس می‌کنند اما همتای آن نیستند توضیح دهد.
قالب کتاب تا حدودی غیرمعمول است. متن به شکل مجموعه‌ای طولانی از عناوین کج نوشته شده‌است و به دنبال آن بخش‌های کوتاهی وجود دارد که برای ارائه جزئیات بیشتر است. همان‌طور که الکساندر در پیشگفتار می‌گوید، مفهوم اصلی کتاب را می‌شود فقط با خواندن عنوان‌هایی کج نوشته شده‌اند که خواندشان در یک ساعت ممکن است، درک کرد. همچنین تعداد زیادی عکس در در سراسر کتاب وجود دارد که برخی از آنها در متن ارجاع داده شده‌اند و برخی از آنها صرفاً استدلالی بصری اضافی برای تکمیل کلمات هستند.
سبکی که در راه بی‌زمان ساختن به کار رفته‌است برای یک متن معماری هم غیر معمول است، در بعضی مواقع شبیه به شعر نثر یا کتاب مقدس مذهبی به نظر می‌رسد. در واقع، برخی آن را اصولاً نه یک اثر دربارهٔ معماری بلکه آن را «کتابی دربارهٔ فلسفه با نمونه‌های معماری» می‌دانند.
کتابهای دیگر در همین مجموعه عبارتند از:
- زبان الگو (جلد ۲)
- تجربهٔ اورگان (جلد ۳)

## ترجمهٔ فارسی
مهرداد قیّومی بیدهندی این کتاب را تحت عنوان «معماری و راز جاودانگی» به فارسی ترجمه کرده‌است.